# SION comes
『SION comes』（シオン・カムズ）は、SIONが1998年11月26日に東芝EMI/EASTWORLDからリリースした、12枚目のオリジナル・アルバム。

## 解説
12年間在籍したテイチクから東芝EMIに移籍後に発売された1年8か月ぶりのオリジナル・アルバム。

## 音楽性
10曲目「お前がいる」はV6の井ノ原快彦に楽曲提供され、V6のアルバム『SUPER HEROES』に収録されている。

## 収録曲
全作詞・作曲：SION
1. 通報されるくらいに (5:08)
2. 2番目の夢で食ってる (5:05)
3. もう一回 (5:16)
4. 幼稚な杖 (3:34)
5. 少々インチキでかまわないから (5:32)
6. うつつをぬかしたい (5:04)
7. あったかい影を連れて (4:37)
  - 「東北セルラー」CMソング
8. 火がつかない (4:35)
9. 午前3時の街角で (5:10)
10. お前がいる (3:53)

## 参加ミュージシャン
- SION：ボーカル、ギター
- 池畑潤二：ドラム
- 河村智康：ドラム
- 小田原豊：ドラム
- 井上富雄：ベース
- 市川洋二：ベース
- 松田文：エレクトリック・ギター
- 藤井一彦：エレクトリック・ギター
- EBBY：エレクトリック・ギター
- 柳沢二三男：エレクトリック・ギター
- 塩見光昭：エレクトリック・ギター
- 細海魚：ピアノ、オルガン
- ロケットマツ：ピアノ、オルガン
- 伊東ミキオ：ピアノ、オルガン